# Thermoplasmata
Classe
Classification phylogénétique
- Classe : Thermoplasmata
  - Ordre : Thermoplasmatales
    - Famille : Ferroplasmaceae
      - Genre : Acidiplasma
      - Genre : Ferroplasma

    - Famille : Picrophilaceae
      - Genre : Picrophilus

    - Famille : Thermoplasmataceae
      - Genre : Thermoplasma

Thermoplasmata est une classe d'archées de l'embranchement (phylum) des Euryarchaeota. Ce sont des microorganismes acidophiles dont le développement est optimal à un pH inférieur à 2. Le genre Picrophilus comprend les organismes les plus acidophiles connus, leur développement se poursuivant jusqu'à un pH minimum de 0,06.
Les Thermoplasmata sont le plus souvent également thermophiles et ne possèdent pas de paroi cellulaire ; Picrophilus fait exception sur ce dernier point.

## Phylogénie
La taxonomie actuellement acceptée est basée sur la List of Prokaryotic names with Standing in Nomenclature (LPSN) et le National Center for Biotechnology Information (NCBI).
La phylogénie est basée sur l'analyse de l'ARN ribosomal 16S.
|                       | Candidatus Methanogranum caenicola Iino et al. 2013                                                         |
|                       | |
|                       | Methanomethylophilus alvi Borrel et al. 2023                                                                |
|                       | |
|                       | Candidatus Methanoplasma termitum Lang et al. 2015                                                          |
|                       | |
| Methanomassiliicoccus | \| \| Ca. M. intestinalis Borrel et al. 2013 \| \| \| \| \| \| M. luminyensis Dridi et al. 2012 \| \| \| \| |
|                       | \| \| Ca. M. intestinalis Borrel et al. 2013 \| \| \| \| \| \| M. luminyensis Dridi et al. 2012 \| \| \| \| |
|                       | Ca. M. intestinalis Borrel et al. 2013                                                                      |
|                       | |
|                       | M. luminyensis Dridi et al. 2012                                                                            |
|                       | |

|  | Ca. M. intestinalis Borrel et al. 2013 |
|  |                                        |
|  | M. luminyensis Dridi et al. 2012       |
|  |                                        |

|  | T. acidophilum Darland et al. 1970 (type sp.) |
|  |                                               |
|  | T. volcanium Segerer et al. 1988              |
|  |                                               |

|  | P. oshimae Schleper et al. 1996 (type sp.) |
|  |                                            |
|  | P. torridus Zillig et al. 1996             |
|  |                                            |

|  | A. aeolicum Golyshina et al. 2009 (type sp.)                |
|  |                                                             |
|  | A. cupricumulans (Hawkes et al. 2008) Golyshina et al. 2009 |
|  |                                                             |

|  | ?F. acidarmanus ♠ Dopson et al. 2004            |
|  |                                                 |
|  | ?F. thermophilum ♠ Zhou et al. 2008             |
|  |                                                 |
|  | F. acidiphilum Golyshina et al. 2000 (type sp.) |
|  |                                                 |

|  | A. aeolicum Golyshina et al. 2009 (type sp.)                |
|  |                                                             |
|  | A. cupricumulans (Hawkes et al. 2008) Golyshina et al. 2009 |
|  |                                                             |

|  | ?F. acidarmanus ♠ Dopson et al. 2004            |
|  |                                                 |
|  | ?F. thermophilum ♠ Zhou et al. 2008             |
|  |                                                 |
|  | F. acidiphilum Golyshina et al. 2000 (type sp.) |
|  |                                                 |

|  | P. oshimae Schleper et al. 1996 (type sp.) |
|  |                                            |
|  | P. torridus Zillig et al. 1996             |
|  |                                            |

|  | A. aeolicum Golyshina et al. 2009 (type sp.)                |
|  |                                                             |
|  | A. cupricumulans (Hawkes et al. 2008) Golyshina et al. 2009 |
|  |                                                             |

|  | ?F. acidarmanus ♠ Dopson et al. 2004            |
|  |                                                 |
|  | ?F. thermophilum ♠ Zhou et al. 2008             |
|  |                                                 |
|  | F. acidiphilum Golyshina et al. 2000 (type sp.) |
|  |                                                 |

|  | A. aeolicum Golyshina et al. 2009 (type sp.)                |
|  |                                                             |
|  | A. cupricumulans (Hawkes et al. 2008) Golyshina et al. 2009 |
|  |                                                             |

|  | ?F. acidarmanus ♠ Dopson et al. 2004            |
|  |                                                 |
|  | ?F. thermophilum ♠ Zhou et al. 2008             |
|  |                                                 |
|  | F. acidiphilum Golyshina et al. 2000 (type sp.) |
|  |                                                 |

|  | T. acidophilum Darland et al. 1970 (type sp.) |
|  |                                               |
|  | T. volcanium Segerer et al. 1988              |
|  |                                               |

|  | P. oshimae Schleper et al. 1996 (type sp.) |
|  |                                            |
|  | P. torridus Zillig et al. 1996             |
|  |                                            |

|  | A. aeolicum Golyshina et al. 2009 (type sp.)                |
|  |                                                             |
|  | A. cupricumulans (Hawkes et al. 2008) Golyshina et al. 2009 |
|  |                                                             |

|  | ?F. acidarmanus ♠ Dopson et al. 2004            |
|  |                                                 |
|  | ?F. thermophilum ♠ Zhou et al. 2008             |
|  |                                                 |
|  | F. acidiphilum Golyshina et al. 2000 (type sp.) |
|  |                                                 |

|  | A. aeolicum Golyshina et al. 2009 (type sp.)                |
|  |                                                             |
|  | A. cupricumulans (Hawkes et al. 2008) Golyshina et al. 2009 |
|  |                                                             |

|  | ?F. acidarmanus ♠ Dopson et al. 2004            |
|  |                                                 |
|  | ?F. thermophilum ♠ Zhou et al. 2008             |
|  |                                                 |
|  | F. acidiphilum Golyshina et al. 2000 (type sp.) |
|  |                                                 |

|  | P. oshimae Schleper et al. 1996 (type sp.) |
|  |                                            |
|  | P. torridus Zillig et al. 1996             |
|  |                                            |

|  | A. aeolicum Golyshina et al. 2009 (type sp.)                |
|  |                                                             |
|  | A. cupricumulans (Hawkes et al. 2008) Golyshina et al. 2009 |
|  |                                                             |

|  | ?F. acidarmanus ♠ Dopson et al. 2004            |
|  |                                                 |
|  | ?F. thermophilum ♠ Zhou et al. 2008             |
|  |                                                 |
|  | F. acidiphilum Golyshina et al. 2000 (type sp.) |
|  |                                                 |

|  | A. aeolicum Golyshina et al. 2009 (type sp.)                |
|  |                                                             |
|  | A. cupricumulans (Hawkes et al. 2008) Golyshina et al. 2009 |
|  |                                                             |

|  | ?F. acidarmanus ♠ Dopson et al. 2004            |
|  |                                                 |
|  | ?F. thermophilum ♠ Zhou et al. 2008             |
|  |                                                 |
|  | F. acidiphilum Golyshina et al. 2000 (type sp.) |
|  |                                                 |

|  | T. acidophilum Darland et al. 1970 (type sp.) |
|  |                                               |
|  | T. volcanium Segerer et al. 1988              |
|  |                                               |

|  | P. oshimae Schleper et al. 1996 (type sp.) |
|  |                                            |
|  | P. torridus Zillig et al. 1996             |
|  |                                            |

|  | A. aeolicum Golyshina et al. 2009 (type sp.)                |
|  |                                                             |
|  | A. cupricumulans (Hawkes et al. 2008) Golyshina et al. 2009 |
|  |                                                             |

|  | ?F. acidarmanus ♠ Dopson et al. 2004            |
|  |                                                 |
|  | ?F. thermophilum ♠ Zhou et al. 2008             |
|  |                                                 |
|  | F. acidiphilum Golyshina et al. 2000 (type sp.) |
|  |                                                 |

|  | A. aeolicum Golyshina et al. 2009 (type sp.)                |
|  |                                                             |
|  | A. cupricumulans (Hawkes et al. 2008) Golyshina et al. 2009 |
|  |                                                             |

|  | ?F. acidarmanus ♠ Dopson et al. 2004            |
|  |                                                 |
|  | ?F. thermophilum ♠ Zhou et al. 2008             |
|  |                                                 |
|  | F. acidiphilum Golyshina et al. 2000 (type sp.) |
|  |                                                 |

|  | P. oshimae Schleper et al. 1996 (type sp.) |
|  |                                            |
|  | P. torridus Zillig et al. 1996             |
|  |                                            |

|  | A. aeolicum Golyshina et al. 2009 (type sp.)                |
|  |                                                             |
|  | A. cupricumulans (Hawkes et al. 2008) Golyshina et al. 2009 |
|  |                                                             |

|  | ?F. acidarmanus ♠ Dopson et al. 2004            |
|  |                                                 |
|  | ?F. thermophilum ♠ Zhou et al. 2008             |
|  |                                                 |
|  | F. acidiphilum Golyshina et al. 2000 (type sp.) |
|  |                                                 |

|  | A. aeolicum Golyshina et al. 2009 (type sp.)                |
|  |                                                             |
|  | A. cupricumulans (Hawkes et al. 2008) Golyshina et al. 2009 |
|  |                                                             |

|  | ?F. acidarmanus ♠ Dopson et al. 2004            |
|  |                                                 |
|  | ?F. thermophilum ♠ Zhou et al. 2008             |
|  |                                                 |
|  | F. acidiphilum Golyshina et al. 2000 (type sp.) |
|  |                                                 |

|  | T. acidophilum Darland et al. 1970 (type sp.) |
|  |                                               |
|  | T. volcanium Segerer et al. 1988              |
|  |                                               |

|  | P. oshimae Schleper et al. 1996 (type sp.) |
|  |                                            |
|  | P. torridus Zillig et al. 1996             |
|  |                                            |

|  | A. aeolicum Golyshina et al. 2009 (type sp.)                |
|  |                                                             |
|  | A. cupricumulans (Hawkes et al. 2008) Golyshina et al. 2009 |
|  |                                                             |

|  | ?F. acidarmanus ♠ Dopson et al. 2004            |
|  |                                                 |
|  | ?F. thermophilum ♠ Zhou et al. 2008             |
|  |                                                 |
|  | F. acidiphilum Golyshina et al. 2000 (type sp.) |
|  |                                                 |

|  | A. aeolicum Golyshina et al. 2009 (type sp.)                |
|  |                                                             |
|  | A. cupricumulans (Hawkes et al. 2008) Golyshina et al. 2009 |
|  |                                                             |

|  | ?F. acidarmanus ♠ Dopson et al. 2004            |
|  |                                                 |
|  | ?F. thermophilum ♠ Zhou et al. 2008             |
|  |                                                 |
|  | F. acidiphilum Golyshina et al. 2000 (type sp.) |
|  |                                                 |

|  | P. oshimae Schleper et al. 1996 (type sp.) |
|  |                                            |
|  | P. torridus Zillig et al. 1996             |
|  |                                            |

|  | A. aeolicum Golyshina et al. 2009 (type sp.)                |
|  |                                                             |
|  | A. cupricumulans (Hawkes et al. 2008) Golyshina et al. 2009 |
|  |                                                             |

|  | ?F. acidarmanus ♠ Dopson et al. 2004            |
|  |                                                 |
|  | ?F. thermophilum ♠ Zhou et al. 2008             |
|  |                                                 |
|  | F. acidiphilum Golyshina et al. 2000 (type sp.) |
|  |                                                 |

|  | A. aeolicum Golyshina et al. 2009 (type sp.)                |
|  |                                                             |
|  | A. cupricumulans (Hawkes et al. 2008) Golyshina et al. 2009 |
|  |                                                             |

|  | ?F. acidarmanus ♠ Dopson et al. 2004            |
|  |                                                 |
|  | ?F. thermophilum ♠ Zhou et al. 2008             |
|  |                                                 |
|  | F. acidiphilum Golyshina et al. 2000 (type sp.) |
|  |                                                 |

|  | T. acidophilum Darland et al. 1970 (type sp.) |
|  |                                               |
|  | T. volcanium Segerer et al. 1988              |
|  |                                               |

|  | P. oshimae Schleper et al. 1996 (type sp.) |
|  |                                            |
|  | P. torridus Zillig et al. 1996             |
|  |                                            |

|  | A. aeolicum Golyshina et al. 2009 (type sp.)                |
|  |                                                             |
|  | A. cupricumulans (Hawkes et al. 2008) Golyshina et al. 2009 |
|  |                                                             |

|  | ?F. acidarmanus ♠ Dopson et al. 2004            |
|  |                                                 |
|  | ?F. thermophilum ♠ Zhou et al. 2008             |
|  |                                                 |
|  | F. acidiphilum Golyshina et al. 2000 (type sp.) |
|  |                                                 |

|  | A. aeolicum Golyshina et al. 2009 (type sp.)                |
|  |                                                             |
|  | A. cupricumulans (Hawkes et al. 2008) Golyshina et al. 2009 |
|  |                                                             |

|  | ?F. acidarmanus ♠ Dopson et al. 2004            |
|  |                                                 |
|  | ?F. thermophilum ♠ Zhou et al. 2008             |
|  |                                                 |
|  | F. acidiphilum Golyshina et al. 2000 (type sp.) |
|  |                                                 |

|  | P. oshimae Schleper et al. 1996 (type sp.) |
|  |                                            |
|  | P. torridus Zillig et al. 1996             |
|  |                                            |

|  | A. aeolicum Golyshina et al. 2009 (type sp.)                |
|  |                                                             |
|  | A. cupricumulans (Hawkes et al. 2008) Golyshina et al. 2009 |
|  |                                                             |

|  | ?F. acidarmanus ♠ Dopson et al. 2004            |
|  |                                                 |
|  | ?F. thermophilum ♠ Zhou et al. 2008             |
|  |                                                 |
|  | F. acidiphilum Golyshina et al. 2000 (type sp.) |
|  |                                                 |

|  | A. aeolicum Golyshina et al. 2009 (type sp.)                |
|  |                                                             |
|  | A. cupricumulans (Hawkes et al. 2008) Golyshina et al. 2009 |
|  |                                                             |

|  | ?F. acidarmanus ♠ Dopson et al. 2004            |
|  |                                                 |
|  | ?F. thermophilum ♠ Zhou et al. 2008             |
|  |                                                 |
|  | F. acidiphilum Golyshina et al. 2000 (type sp.) |
|  |                                                 |

|  | T. acidophilum Darland et al. 1970 (type sp.) |
|  |                                               |
|  | T. volcanium Segerer et al. 1988              |
|  |                                               |

|  | P. oshimae Schleper et al. 1996 (type sp.) |
|  |                                            |
|  | P. torridus Zillig et al. 1996             |
|  |                                            |

|  | A. aeolicum Golyshina et al. 2009 (type sp.)                |
|  |                                                             |
|  | A. cupricumulans (Hawkes et al. 2008) Golyshina et al. 2009 |
|  |                                                             |

|  | ?F. acidarmanus ♠ Dopson et al. 2004            |
|  |                                                 |
|  | ?F. thermophilum ♠ Zhou et al. 2008             |
|  |                                                 |
|  | F. acidiphilum Golyshina et al. 2000 (type sp.) |
|  |                                                 |

|  | A. aeolicum Golyshina et al. 2009 (type sp.)                |
|  |                                                             |
|  | A. cupricumulans (Hawkes et al. 2008) Golyshina et al. 2009 |
|  |                                                             |

|  | ?F. acidarmanus ♠ Dopson et al. 2004            |
|  |                                                 |
|  | ?F. thermophilum ♠ Zhou et al. 2008             |
|  |                                                 |
|  | F. acidiphilum Golyshina et al. 2000 (type sp.) |
|  |                                                 |

|  | P. oshimae Schleper et al. 1996 (type sp.) |
|  |                                            |
|  | P. torridus Zillig et al. 1996             |
|  |                                            |

|  | A. aeolicum Golyshina et al. 2009 (type sp.)                |
|  |                                                             |
|  | A. cupricumulans (Hawkes et al. 2008) Golyshina et al. 2009 |
|  |                                                             |

|  | ?F. acidarmanus ♠ Dopson et al. 2004            |
|  |                                                 |
|  | ?F. thermophilum ♠ Zhou et al. 2008             |
|  |                                                 |
|  | F. acidiphilum Golyshina et al. 2000 (type sp.) |
|  |                                                 |

|  | A. aeolicum Golyshina et al. 2009 (type sp.)                |
|  |                                                             |
|  | A. cupricumulans (Hawkes et al. 2008) Golyshina et al. 2009 |
|  |                                                             |

|  | ?F. acidarmanus ♠ Dopson et al. 2004            |
|  |                                                 |
|  | ?F. thermophilum ♠ Zhou et al. 2008             |
|  |                                                 |
|  | F. acidiphilum Golyshina et al. 2000 (type sp.) |
|  |                                                 |

|  | T. acidophilum Darland et al. 1970 (type sp.) |
|  |                                               |
|  | T. volcanium Segerer et al. 1988              |
|  |                                               |

|  | P. oshimae Schleper et al. 1996 (type sp.) |
|  |                                            |
|  | P. torridus Zillig et al. 1996             |
|  |                                            |

|  | A. aeolicum Golyshina et al. 2009 (type sp.)                |
|  |                                                             |
|  | A. cupricumulans (Hawkes et al. 2008) Golyshina et al. 2009 |
|  |                                                             |

|  | ?F. acidarmanus ♠ Dopson et al. 2004            |
|  |                                                 |
|  | ?F. thermophilum ♠ Zhou et al. 2008             |
|  |                                                 |
|  | F. acidiphilum Golyshina et al. 2000 (type sp.) |
|  |                                                 |

|  | A. aeolicum Golyshina et al. 2009 (type sp.)                |
|  |                                                             |
|  | A. cupricumulans (Hawkes et al. 2008) Golyshina et al. 2009 |
|  |                                                             |

|  | ?F. acidarmanus ♠ Dopson et al. 2004            |
|  |                                                 |
|  | ?F. thermophilum ♠ Zhou et al. 2008             |
|  |                                                 |
|  | F. acidiphilum Golyshina et al. 2000 (type sp.) |
|  |                                                 |

|  | P. oshimae Schleper et al. 1996 (type sp.) |
|  |                                            |
|  | P. torridus Zillig et al. 1996             |
|  |                                            |

|  | A. aeolicum Golyshina et al. 2009 (type sp.)                |
|  |                                                             |
|  | A. cupricumulans (Hawkes et al. 2008) Golyshina et al. 2009 |
|  |                                                             |

|  | ?F. acidarmanus ♠ Dopson et al. 2004            |
|  |                                                 |
|  | ?F. thermophilum ♠ Zhou et al. 2008             |
|  |                                                 |
|  | F. acidiphilum Golyshina et al. 2000 (type sp.) |
|  |                                                 |

|  | A. aeolicum Golyshina et al. 2009 (type sp.)                |
|  |                                                             |
|  | A. cupricumulans (Hawkes et al. 2008) Golyshina et al. 2009 |
|  |                                                             |

|  | ?F. acidarmanus ♠ Dopson et al. 2004            |
|  |                                                 |
|  | ?F. thermophilum ♠ Zhou et al. 2008             |
|  |                                                 |
|  | F. acidiphilum Golyshina et al. 2000 (type sp.) |
|  |                                                 |

|  | T. acidophilum Darland et al. 1970 (type sp.) |
|  |                                               |
|  | T. volcanium Segerer et al. 1988              |
|  |                                               |

|  | P. oshimae Schleper et al. 1996 (type sp.) |
|  |                                            |
|  | P. torridus Zillig et al. 1996             |
|  |                                            |

|  | A. aeolicum Golyshina et al. 2009 (type sp.)                |
|  |                                                             |
|  | A. cupricumulans (Hawkes et al. 2008) Golyshina et al. 2009 |
|  |                                                             |

|  | ?F. acidarmanus ♠ Dopson et al. 2004            |
|  |                                                 |
|  | ?F. thermophilum ♠ Zhou et al. 2008             |
|  |                                                 |
|  | F. acidiphilum Golyshina et al. 2000 (type sp.) |
|  |                                                 |

|  | A. aeolicum Golyshina et al. 2009 (type sp.)                |
|  |                                                             |
|  | A. cupricumulans (Hawkes et al. 2008) Golyshina et al. 2009 |
|  |                                                             |

|  | ?F. acidarmanus ♠ Dopson et al. 2004            |
|  |                                                 |
|  | ?F. thermophilum ♠ Zhou et al. 2008             |
|  |                                                 |
|  | F. acidiphilum Golyshina et al. 2000 (type sp.) |
|  |                                                 |

|  | P. oshimae Schleper et al. 1996 (type sp.) |
|  |                                            |
|  | P. torridus Zillig et al. 1996             |
|  |                                            |

|  | A. aeolicum Golyshina et al. 2009 (type sp.)                |
|  |                                                             |
|  | A. cupricumulans (Hawkes et al. 2008) Golyshina et al. 2009 |
|  |                                                             |

|  | ?F. acidarmanus ♠ Dopson et al. 2004            |
|  |                                                 |
|  | ?F. thermophilum ♠ Zhou et al. 2008             |
|  |                                                 |
|  | F. acidiphilum Golyshina et al. 2000 (type sp.) |
|  |                                                 |

|  | A. aeolicum Golyshina et al. 2009 (type sp.)                |
|  |                                                             |
|  | A. cupricumulans (Hawkes et al. 2008) Golyshina et al. 2009 |
|  |                                                             |

|  | ?F. acidarmanus ♠ Dopson et al. 2004            |
|  |                                                 |
|  | ?F. thermophilum ♠ Zhou et al. 2008             |
|  |                                                 |
|  | F. acidiphilum Golyshina et al. 2000 (type sp.) |
|  |                                                 |

Notes:

♠ Souches citées par le National Center for Biotechnology Information (NCBI) mais non répertoriées dans la LPSN.